# Hermitage (album)
Hermitage è il dodicesimo album in studio del gruppo musicale portoghese Moonspell, pubblicato nel 2021.

## Tracce
1. The Greater Good – 5:04
2. Common Prayers – 4:08
3. All or Nothing – 7:22
4. Hermitage – 4:44
5. Entitlement – 6:16
6. Solitarian (Instrumental) – 4:07
7. The Hermit Saints – 4:22
8. Apophthegmata – 5:41
9. Without Rule – 7:41
10. City Quitter (Outro) – 3:00

Tracce Bonus Edizione Deluxe/Vinile
1. Darkness in Paradise (Candlemass cover) – 7:10
2. The Great Leap Forward – 4:50

## Formazione
- Fernando Ribeiro - voce
- Ricardo Amorim - chitarra
- Aires Pereira - basso
- Pedro Paixão - tastiera
- Miguel Gaspar - batteria